# Boeria saetosa
Boeria saetosa är en stekelart som beskrevs av Karl-Johan Hedqvist 1969. Boeria saetosa ingår i släktet Boeria och familjen puppglanssteklar. Inga underarter finns listade.